# 柴小女
柴小女（1942年—2011年8月12日），女，河南内乡人，中华人民共和国见义勇为人物，因勇救五个落水的孩子不幸遇难，被称为“最美奶奶”。

## 生平
柴小女是河南省南陽市内乡县赵店乡红堰村人。2011年8月12日下午，柴小女在河边洗衣服时，看见五个儿童不慎落水。柴小女不顾个人安危，跳入河中救人，但终因体力不支，献出了自己宝贵的生命。终年69岁。

## 纪念
2011年9月，柴小女入选为“中国好人榜”候选人 ，并被当地政府追认为烈士。2012年9月，2011“感动中原”十大年度人物颁奖晚会在郑州市举行，柴小女入选。。